# 168.ª Divisão de Infantaria (Alemanha)

Logotipo da 168ª Divisão de Infantaria Alemã.

A 168ª Divisão de Infantaria (em alemão:168. Infanterie-Division) foi uma unidade militar que serviu no Exército alemão durante a Segunda Guerra Mundial.

## Comandantes
| Comandante                                | Data                                           |
| ----------------------------------------- | ---------------------------------------------- |
| Generalleutnant Wolf Boysen               | 11 de dezembro de 1939 - 11 de janeiro de 1940 |
| Generalleutnant Dr. Hans Mundt            | 11 de janeiro de 1940 - 8 de julho de 1941     |
| Generalleutnant Dietrich Kraiß            | 8 de julho de 1941 - 9 de março de 1943        |
| Generalleutnant Walter Chales de Beaulieu | 9 de março de 1943 - 1 de dezembro de 1943     |
| Generalleutnant Werner Schmidt-Hammer     | 1 de dezembro de 1943 - 8 de setembro de 1944  |
| Generalmajor Carl Anders                  | 8 de setembro de 1944 - 9 de dezembro de 1944  |
| Generalleutnant Werner Schmidt-Hammer     | 9 de dezembro de 1944 - 6 de janeiro de 1945   |
| Generalmajor Dr. Maximilian Roßkopf       | 6 de janeiro de 1945 - 19 de fevereiro de 1945 |
| Generalleutnant Werner Schmidt-Hammer     | ? de abril de 1945 - 8 de maio de 1945         |

## Oficiais de operações
| Hauptmann Karl Jessel          | 5 de janeiro de 1940-1 de janeiro de 1941 |
| Oberst Erich Schmidt-Richberg  | 1 de janeiro de 1941-15 de maio de 1942   |
| Major Gerd Pitschmann          | maio de 1942-?                            |
| Oberstleutnant Wilhelm Hilgert | 15 de fevereiro de 1943-maio de 1945      |

## Área de operações
| Alemanha                       | janeiro de 1940 - julho de 1941   |
| Frente Oriental, setor sul     | julho de 1941 - fevereiro de 1944 |
| Polônia                        | abril de 1944 - fevereiro de 1945 |
| Frente Oriental, setor central | abril de 1945 - maio de 1945      |